# تادنگه
تادنگه (به صربی: Tadenje) یک منطقهٔ مسکونی در صربستان است که در کرالیفو واقع شده‌است.